# Кутія Енвер Сервійович
Енвєр Серві́йович Куті́я (* 1969) — старший сержант Збройних сил України, учасник російсько-української війни.

## З життєпису
Повернувся до Криму з виселення. Жили родиною у вагончику й будували дім. Працював понад 10 років у виробництві меблів інженером. Зайнявся конярством — розводив арабських скакунів.
Виїхав з території окупованого Криму.
Станом на 2015 рік — у складі батальйону «Донбас». Російські пропагандисти звинувачували його в підриві опори ЛЕП при блокаді Криму.

## Нагороди та вшанування
- Указом Президента України № 614/2019 від 21 серпня 2019 року за «особистий вагомий внесок у зміцнення обороноздатності Української держави, мужність, виявлену під час бойових дій, зразкове виконання службових обов'язків та високий професіоналізм» нагороджений орденом «За мужність» III ступеня[1]
- Нагрудний знак «Учасник АТО»
- Медаль "Захиснику Вітчизни"